# China Arena Football League 2019
La China Arena Football League 2019 è stata la 2ª edizione del campionato cinese di football a 8 di primo livello, organizzato dalla CAFL.
La stagione avrebbe dovuto essere disputata nel 2017 con 6 squadre (oltre alle effettive partecipanti - tra le quali gli Wuhan Gators, nuovo nome degli Shenzhen Naja, trasferiti da Shenzhen a Wuhan e gli Shenyang Rhinos, nuovo nome dei Dalian Dragon Kings, trasferiti da Dalian a Shenyang - erano previste anche Guangzhou Power e Qingdao Clipper; gli Shanghai Legend hanno sostituito gli Shanghai Skywalkers), ma è stata più volte rimandata.

## Squadre partecipanti
| Club            | Città    | Stadio | Sponsor ufficiale | Risultato nella stagione 2018 |
| --------------- | -------- | ------ | ----------------- | ----------------------------- |
| Beijing Lions   | Pechino  |        |                   |                               |
| Shanghai Legend | Shanghai |        |                   |                               |
| Shenyang Rhinos | Shenyang |        |                   |                               |
| Wuhan Gators    | Wuhan    |        |                   |                               |

## Draft
| C  | Centro            |    | CB               | Cornerback |                  | DB | Defensive back    |  | DE | Defensive end |
| DL | Defensive lineman | DT | Defensive tackle | FB         | Fullback         | FS | Free safety       |  |    |               |
| G  | Guardia           | HB | Halfback         | K          | Placekicker      | KR | Kick returner     |  |    |               |
| LB | Linebacker        | LS | Long snapper     | OT         | Offensive tackle | OL | Offensive lineman |  |    |               |
| NT | Nose tackle       | P  | Punter           | PR         | Punt returner    | QB | Quarterback       |  |    |               |
| RB | Running back      | S  | Safety           | SS         | Strong safety    | TB | Tailback          |  |    |               |
| TE | Tight end         | WR | Wide receiver    |            |                  |    |                   |  |    |               |

### Draft 2017
Nel 2017, in vista della seconda stagione, si tenne un Draft con la partecipazione delle 6 squadre previste in quel momento. Le scelte di quel Draft sono state mantenute valide per la stagione 2019.
|  | Giro | Scelta | Squadra               | Giocatore        | Ruolo    | Status         |
|  | ---- | ------ | --------------------- | ---------------- | -------- | -------------- |
|  | 1    | 1      | Shenyang Black Rhinos | Chris Dieker     | QB       | Internazionale |
|  | 1    | 2      | Wuhan Gators          | Boqiao Li        | DE       | Cinese         |
|  | 1    | 3      | Guangzhou Power       | Tang Canming     | OL       | Cinese         |
|  | 1    | 4      | Shanghai Skywalkers   | Yang Shunjun     | LB       | Cinese         |
|  | 1    | 5      | Qingdao Clipper       | Cheng Chi Sing   | WR/DB    | Cinese         |
|  | 1    | 6      | Beijing Lions         | Mike Chiang      | DB       | Cinese         |
|  | 2    | 7      | Shenyang Black Rhinos | Liang Jianbang   | WR       | Cinese         |
|  | 2    | 8      | Wuhan Gators          | Du Xuan Ting     | OL       | Cinese         |
|  | 2    | 9      | Guangzhou Power       | Huang Zhiqian    | WR/DB    | Cinese         |
|  | 2    | 10     | Shanghai Skywalkers   | Marrio Norman    | DB       | Internazionale |
|  | 2    | 11     | Qingdao Clipper       | Fen Chao         | OL/DL    | Cinese         |
|  | 2    | 12     | Beijing Lions         | Huang Lingjie    | DL       | Cinese         |
|  | 3    | 13     | Shenyang Black Rhinos | Chad Kolumber    | OL       | Internazionale |
|  | 3    | 14     | Wuhan Gators          | Zhang Zhengzhi   | RB       | Cinese         |
|  | 3    | 15     | Guangzhou Power       | Shi Yiqing       | QB       | Cinese         |
|  | 3    | 16     | Shanghai Skywalkers   | Raymond McNeil   | OL       | Internazionale |
|  | 3    | 17     | Qingdao Clipper       | Brenden Daley    | DL       | Internazionale |
|  | 3    | 18     | Beijing Lions         | Nick Seither     | OL/DL    | Internazionale |
|  | 4    | 19     | Shenyang Black Rhinos | Kyle Marley      | OL/DL    | Internazionale |
|  | 4    | 20     | Wuhan Gators          | Dionte Savage    | OL       | Internazionale |
|  | 4    | 21     | Guangzhou Power       | Dexter Davis jr. | DL       | Internazionale |
|  | 4    | 22     | Shanghai Skywalkers   | Zhang Chenxu     | WR/DB    | Cinese         |
|  | 4    | 23     | Qingdao Clipper       | Elbert Mack      | DB       | Internazionale |
|  | 4    | 24     | Beijing Lions         | Bryce Gauw       | WR       | Cinese         |
|  | 5    | 25     | Shenyang Black Rhinos | Su Mengtong      | OL/DL    | Cinese         |
|  | 5    | 26     | Wuhan Gators          | Monte Lewis      | DL       | Internazionale |
|  | 5    | 27     | Guangzhou Power       | Darius Reynolds  | WR       | Internazionale |
|  | 5    | 28     | Shanghai Skywalkers   | Li Xin           | C/OL     | Cinese         |
|  | 5    | 29     | Qingdao Clipper       | Bret Piekarski   | OL       | Internazionale |
|  | 5    | 30     | Beijing Lions         | DeAndre Perry    | QB/WR    | Internazionale |
|  | 6    | 31     | Shenyang Black Rhinos | Zheng Yu Fan     | WR       | Cinese         |
|  | 6    | 32     | Wuhan Gators          | Jarred Evans     | DB/QB/LB | Internazionale |
|  | 6    | 33     | Guangzhou Power       | Andre Martin     | DB       | Internazionale |
|  | 6    | 34     | Shanghai Skywalkers   | Byron Johnson II | WR       | Internazionale |
|  | 6    | 35     | Qingdao Clipper       | Luo Lein Wen Yu  | DL/OL    | Cinese         |
|  | 6    | 36     | Beijing Lions         | Poppy Livers     | WR       | Internazionale |

### Draft 2019
Nel 2019 è stato fatto un nuovo Draft.
|  | Giro | Scelta | Squadra               | Giocatore             | Ruolo | Status         |
|  | ---- | ------ | --------------------- | --------------------- | ----- | -------------- |
|  | 1    | 1      | Wuhan Gators          | Shida Wang            | DB/WR | Cinese         |
|  | 1    | 2      | Shenyang Black Rhinos | ?                     | OL/DL | Cinese         |
|  | 1    | 3      | Shanghai Legend       | Zhang Jiaqi           | OL/DL | Cinese         |
|  | 1    | 4      | Beijing Lions         | Fu Yu                 | WR/DB | Cinese         |
|  | 2    | 5      | Wuhan Gators          | Robert Williams       | DE    | Internazionale |
|  | 2    | 6      | Shenyang Black Rhinos | ? Jade                | LB/DL | Cinese         |
|  | 2    | 7      | Shanghai Legend       | Tianshou Zhang        | FB/LB | Cinese         |
|  | 2    | 8      | Beijing Lions         | ? Hasite              | QB    | Cinese         |
|  | 3    | 9      | Wuhan Gators          | Jarred Evans          | QB    | Internazionale |
|  | 3    | 10     | Shenyang Black Rhinos | ? Rivers Z            | WR    | Cinese         |
|  | 3    | 11     | Shanghai Legend       | Cameron Shubert       | WR/DB | Cinese         |
|  | 3    | 12     | Beijing Lions         | Shuiquan Yang         | DB    | Cinese         |
|  | 4    | 13     | Wuhan Gators          | ? "Leon"              | OL/DL | Cinese         |
|  | 4    | 14     | Shenyang Black Rhinos | ?                     | WR    | Cinese         |
|  | 4    | 15     | Shanghai Legend       | Junqi Yu              | DE    | Cinese         |
|  | 4    | 16     | Beijing Lions         | Peng Ge               | DL    | Cinese         |
|  | 5    | 17     | Wuhan Gators          | Wang Lei              | DB    | Cinese         |
|  | 5    | 18     | Shenyang Black Rhinos | Max Rutkovskiy        | DE    | Internazionale |
|  | 5    | 19     | Shanghai Legend       | Zheng Ma              | LB/RB | Cinese         |
|  | 5    | 20     | Beijing Lions         | Wei Shi               | WR    | Cinese         |
|  | 6    | 21     | Wuhan Gators          | Liang Zihao           | LB    | Cinese         |
|  | 6    | 22     | Shenyang Black Rhinos | ?                     | DL    | Cinese         |
|  | 6    | 23     | Shanghai Legend       | Greg Zaitz            | LB/DL | Internazionale |
|  | 6    | 24     | Beijing Lions         | Yang Hao              | LB/FB | Cinese         |
|  | 7    | 25     | Wuhan Gators          | Zhang Zhengzhi        | WR/LB | Cinese         |
|  | 7    | 26     | Shenyang Black Rhinos | Daniel Moxham         | DL    | Internazionale |
|  | 7    | 27     | Shanghai Legend       | Curtis Good           | DB    | Internazionale |
|  | 7    | 28     | Beijing Lions         | Wang Chenglin         | OL/DL | Cinese         |
|  | 8    | 29     | Wuhan Gators          | Gao Cheng             | OL/DL | Cinese         |
|  | 8    | 30     | Shenyang Black Rhinos | ?                     | WR/QB | Cinese         |
|  | 8    | 31     | Shanghai Legend       | ? Eason               | RB/WR | Cinese         |
|  | 8    | 32     | Beijing Lions         | Qi Yanxiang           | OL    | Cinese         |
|  | 9    | 33     | Wuhan Gators          | Leti Vasa             | FB/LB | Internazionale |
|  | 9    | 34     | Shenyang Black Rhinos | ?                     | OL    | Cinese         |
|  | 9    | 35     | Shanghai Legend       | ? Zhangjunwei         | RB/LB | Cinese         |
|  | 9    | 36     | Beijing Lions         | Du Feng               | DL    | Cinese         |
|  | 10   | 37     | Wuhan Gators          | Li Boqiao             | DE/LB | Cinese         |
|  | 10   | 38     | Shenyang Black Rhinos | ?                     | QB/DB | Cinese         |
|  | 10   | 39     | Shanghai Legend       | Hong Jia Wei          | LB/DL | Cinese         |
|  | 10   | 40     | Beijing Lions         | Hai Yunfei            | DD    | Cinese         |
|  | 11   | 41     | Wuhan Gators          | Shekeem Lightfoot     | DE/TE | Internazionale |
|  | 11   | 42     | Shenyang Black Rhinos | San Zhi               | OL/DL | Cinese         |
|  | 11   | 43     | Shanghai Legend       | Jordan Lowe           | OL/DL | Internazionale |
|  | 11   | 44     | Beijing Lions         | Benjamin Duhon        | FB/LB | Internazionale |
|  | 12   | 45     | Wuhan Gators          | Jinjin Wu             | WR    | Cinese         |
|  | 12   | 46     | Shenyang Black Rhinos | Chen Xu               | WR    | Cinese         |
|  | 12   | 47     | Shanghai Legend       | Mathew Tolliver       | OL/DL | Internazionale |
|  | 12   | 48     | Beijing Lions         | Mykyta Vashchuk       | OL/DL | Internazionale |
|  | 13   | 49     | Wuhan Gators          | Zhengyu Fan           | LB    | Cinese         |
|  | 13   | 50     | Shenyang Black Rhinos | Chang Xu              | OL/DL | Cinese         |
|  | 13   | 51     | Shanghai Legend       | David Francis         | WR/DB | Internazionale |
|  | 13   | 52     | Beijing Lions         | Awal Umaru            | DB/WR | Internazionale |
|  | 14   | 53     | Wuhan Gators          | Bryce Gauw            | LB    | Cinese         |
|  | 14   | 54     | Shenyang Black Rhinos | Duan Tianci           | WR/DB | Cinese         |
|  | 14   | 55     | Shanghai Legend       | ? Lane                | WR    | Cinese         |
|  | 14   | 56     | Beijing Lions         | Sawyer Petry          | K     | Internazionale |
|  | 15   | 57     | Wuhan Gators          | Dalu Damasane         | LB    | Internazionale |
|  | 15   | 58     | Shenyang Black Rhinos | Kam Liu               | DB/WR | Cinese         |
|  | 15   | 59     | Shanghai Legend       | Chris Gardner         | QB/WR | Internazionale |
|  | 15   | 60     | Beijing Lions         | Reggie Wilson         | WR/DB | Internazionale |
|  | 16   | 61     | Wuhan Gators          | Chang Xu              | DL    | Cinese         |
|  | 16   | -      | Shenyang Black Rhinos | Scelta non effettuata | -     | -              |
|  | 16   | -      | Shanghai Legend       | Scelta non effettuata | -     | -              |
|  | 16   | 62     | Beijing Lions         | Fred Williams jr.     | WR/DB | Internazionale |
|  | 17   | 63     | Wuhan Gators          | Xian Yu               | WR/DB | Cinese         |
|  | 17   | -      | Shenyang Black Rhinos | Scelta non effettuata | -     | -              |
|  | 17   | -      | Shanghai Legend       | Scelta non effettuata | -     | -              |
|  | 17   | 64     | Beijing Lions         | John Taggert          | FB/LB | Internazionale |
|  | 18   | 65     | Wuhan Gators          | Qi Wang               | DB/WR | Cinese         |
|  | 18   | -      | Shenyang Black Rhinos | Scelta non effettuata | -     | -              |
|  | 18   | -      | Shanghai Legend       | Scelta non effettuata | -     | -              |
|  | 18   | 66     | Beijing Lions         | Devon Jones           | DB/WR | Internazionale |

## Calendario

### Preseason

#### Week 1
| Shenyang 13 novembre 2019, ore 13:00 | Beijing Lions | 28 – 0 | Shenyang Rhinos | Shenyang Sport University |

#### Week 2
| Wuhan 23 novembre 2019, ore 14:00 | Wuhan Gators | 40 – 0 | Shanghai Legend | JETten Jianjiu Music and Sports Park |

### Stagione regolare
| Suzhou 6 dicembre 2019, ore 17:00 | Shenyang Rhinos | 6 – 0 | Shanghai Legend | Etonhouse International School |

| Suzhou 6 dicembre 2019, ore 17:30 | Beijing Lions | 0 – 6 | Wuhan Gators | Etonhouse International School |

| Suzhou 6 dicembre 2019, ore 18:00 | Beijing Lions | 22 – 0 | Shanghai Legend | Etonhouse International School |

| Suzhou 6 dicembre 2019, ore 18:30 | Wuhan Gators | 8 – 6 | Shenyang Rhinos | Etonhouse International School |

| Suzhou 6 dicembre 2019, ore 19:00 | Shanghai Legend | 0 – 14 | Wuhan Gators | Etonhouse International School |

| Suzhou 6 dicembre 2019, ore 19:30 | Shenyang Rhinos | 0 – 14 | Beijing Lions | Etonhouse International School |

### Classifica
La classifica della regular season è la seguente:
- PCT = percentuale di vittorie, G = partite giocate, V = partite vinte,  P = partite perse, PF = punti fatti, PS = punti subiti

| Pos. | Squadra         | PCT   | G | V | N | P | PF | PS |
| ---- | --------------- | ----- | - | - | - | - | -- | -- |
| 1    | Wuhan Gators    | 1.000 | 3 | 3 | 0 | 0 | 28 | 6  |
| 2    | Beijing Lions   | .667  | 3 | 2 | 0 | 1 | 36 | 6  |
| 3    | Shenyang Rhinos | .333  | 3 | 1 | 0 | 2 | 12 | 22 |
| 4    | Shanghai Legend | .000  | 3 | 0 | 0 | 3 | 0  | 42 |

## Finali

### Finale 3º - 4º posto
| Suzhou 8 dicembre 2019, ore 11:00 | Shenyang Rhinos | 18 – 6 | Shanghai Legend | Etonhouse International School |

### II China Bowl
| Suzhou 8 dicembre 2019, ore 11:00 | Wuhan Gators | 30 – 22 | Beijing Lions | Etonhouse International School |

## Verdetti
- Wuhan Gators Campioni della CAFL 2019